# جاك هاموند
جاك هاموند (بالإنجليزية: Jack Hammond)‏ هو لاعب كرة قاعدة أمريكي، ولد في 26 فبراير 1891 في أمستردام في الولايات المتحدة، وتوفي في 4 مارس 1942 في كينوشا في الولايات المتحدة.

## وصلات خارجية
- جاك هاموند على موقعبيزبول رفرنس.كوم (الدوري الرئيسي) (الإنجليزية)
- جاك هاموند على موقعبيزبول رفرنس.كوم (الدوري الثانوي) (الإنجليزية)